# Новоіванівка (Новоуспенівська сільська громада)
Новоіва́нівка (до 1959 — Будьоннівка) — село в Україні, у Новоуспенівській сільській громаді Мелітопольського району Запорізької області. Населення становить 582 осіб.

## Географія
Село Новоіванівка розташоване за 119 км від обласного центру, 50 км від районного центру та 0,5 км від адміністративного центру сільської громади та за 4 км від села Матвіївка. Через село пролягає автошлях територіального значення Т 0811. За 3 км від села пролягає залізнична лінія Федорівка — Нововесела, зупинний пункт Платформа 149 км.
Вулиці села: Весняна, Зелена, Медведенка, Мирна, Нова, Польова, Степова, Східна, Центральна та Шевченка.

## Історія
Станом на 1886 рік у селі Тимошівської волості Мелітопольського повіту Таврійської губернії мешкало 945 осіб, налічувалось 130 дворів, існували православна церква та 2 лавки.
За радянські часи село було перейменовано на Будьоннівку на честь військового діяча Семена Будьонного, проте нова назва не прижилась і у 1959 році селу відновлена історична назва.
Село зазнало Голодомору 1932—1933 років, організованого радянським урядом з метою винищення місцевого українського населення. Кількість встановлених жертв згідно з даними Державного архіву Запорізької області та свідченнями очевидців — 19 осіб.
У 1962—1965 роках перебувало у складі Михайлівського району Запорізької області, з 1965 рок — у складі Веселівського району.
3 серпня 2017 року, вході децентралізації, село увійшло до складу Новоуспенівської сільської громади.
17 липня 2020 року, в результаті адміністративно-територіальної реформи та ліквідації Веселівського району, село увійшло до складу новоутвореного Мелітопольського району.

## Населення
Згідно з переписом УРСР 1989 року чисельність наявного населення села становила 694 особи, з яких 331 чоловік та 363 жінки.
За переписом населення України 2001 року в селі мешкало 577 осіб.

### Мова
Розподіл населення за рідною мовою за даними перепису 2001 року:
| Мова       | Кількість | Відсоток |
| ---------- | --------- | -------- |
| українська | 548       | 94.16%   |
| російська  | 34        | 5.84%    |
| Усього     | 582       | 100%     |

## Релігія
У селі є парафія та храм Вознесіння Господнього, що належать до Веселівського благочиння Запорізької єпархії Православної Церкви України.

## Економіка
- КСП «Іванівка».
- ФГ «Рута».
- ФГ «Ельбрус».

## Соціальна сфера
- Середня загальноосвітня школа I—II ст.